# Barycz Nowa
Barycz Nowa (prononciation : [ˈbarɨt͡ʂ ˈnɔva]) est un village polonais de la gmina de Zwoleń dans le powiat de Zwoleń de la voïvodie de Mazovie dans le centre-est de la Pologne.
Il se situe à environ 8 km au sud-est de Zwoleń (siège de la gmina et du powiat) et 111 km au sud-est de Varsovie (capitale de la Pologne).
Le village compte une population de 317 habitants en 2003.

## Histoire
De 1975 à 1998, le village appartenait administrativement à la voïvodie de Radom.